# 黑尔格·古斯塔夫松
黑尔格·古斯塔夫松（瑞典語：Helge Gustafsson，1900年1月16日—1981年10月5日），生于厄勒布鲁，瑞典男子体操运动员。他曾获得1920年夏季奥运会体操比赛男子团体瑞典式金牌。他于1981年在厄勒布鲁去世。